# Ploemel
Ploemel (bret. Pleñver) – miejscowość i gmina we Francji, w regionie Bretania, w departamencie Morbihan.
Według danych na rok 1990 gminę zamieszkiwały 1892 osoby, a gęstość zaludnienia wynosiła 75 osób/km² (wśród 1269 gmin Bretanii Ploemel plasuje się na 334. miejscu pod względem liczby ludności, natomiast pod względem powierzchni na miejscu 370.).